# Morgantown (Virginie-Occidentale)
Pour les articles homonymes, voir Morgantown.
La ville de Morgantown est le siège du comté de Monongalia, situé dans l’État de Virginie-Occidentale, aux États-Unis. Sa population s’élevait à 29 660 habitants lors du recensement de 2010, estimée à 30 955 habitants en 2018.

## Histoire
Morgantown doit son nom au colonel Zackquill Morgan (en), fondateur de la ville.

## Éducation
Morgantown abrite l’université de Virginie-Occidentale, dont le campus possède le seul Personal Rapid Transit (PRT) en fonctionnement dans le monde en 2009, le Personal Rapid Transit de Morgantown.

## Personnalités
- Emily Calandrelli (1987-), communicatrice scientifique américaine, ingénieure, autrice et présentatrice de télévision, est née à Morgantown.
- Sarah Culberson (1976),  actrice et danseuse américano-sierraléonaise.